# Port lotniczy Namutoni
Port lotniczy Namutoni (IATA: NNI, ICAO: FYNA) – port lotniczy położony w Namutoni, w Namibii.